# Haldano, o Amável
Haldano (em latim: Haldanus), também chamado de Haldano, o Amável, Haldano, o Generoso (em nórdico antigo: Hálfdan hinn mildi) ou Haldano, o Lavicador de Ouro e Matador de Fome (em latim: Halfdanus Auri Prodigus Cibique Tenacissimus), foi régulo lendário da Noruega do século VIII. Era filho de Ósteno e pai de Gudrodo. Foi grande guerreiro, que fez expedições por tesouros, e pagou seus partidários com moedas de ouro, mas matou-os de fome.

## História
Haldano era filho de Ósteno, o Peidorreiro e membro da Casa dos Inglingos. Segundo a História da Noruega, que também diz era pai de seu sucessor Gudrodo, sucedeu seu pai e ficou conhecido como lavicador de ouro e matador de fome, mas enquanto dava ouro aos partidários, matava-os de fome.
| “ | [...] Huic successit in regnum filius suus Halfdan Auri Prodigus Cibique Tenacissimus: stipendarios namque suos auro donauit eosdemque fame macerauit. [...] | ” |

Segundo a Saga dos Inglingos, era chamado de generoso e matador de fome. Diz-se que deu a seus homens seus pagamentos com muitas moedas de ouro, enquanto outros reis usavam moedas de prata, mas os negou comida. Foi um grande guerreiro e esteve por muito tempo em expedições viquingues para ganhar tesouros. Era casado com Hlifa, filha do rei Dago de Vestemarir. Holtar no Folde Ocidental era sua principal residência e foi lá que morreu de doença antes de ser enterrado no monte de Borró. Para Tiodolfo de Hvinir:
| “ | A filha de Lóqui, da vida convocou, para seu ting, o terceiro soberano, quando Haldano da fazenda de Holtar deixou a vida atribuída a ele. E seus homens fizeram para o rei em Borró um túmulo. | ” |